# 桑原大志
桑原 大志（くわはら だいし、1976年1月27日 - ）は、山口県を登録地とする競輪選手。日本競輪学校第80期生。師匠は白井圭一郎（61期）。同県防府市在住。

## 来歴
当初はファイヤーマンになろうと思っていた。兄である桑原明から、自分はボートレースの選手だから競輪をやってみたらというように言われて、競輪学校を目指すことに。それまでママチャリ以外の自転車経験はなく、高校を卒業して4月に適性、その秋からは技能に変えて受験。3年かかって合格を果たした。
競輪学校時代の在校競走成績は59位（7勝）。
1997年8月15日、久留米競輪場でデビューし3着。初勝利は同年8月22日のホームバンク、防府競輪場。
2017年5月、GI・第71回日本選手権競輪（京王閣競輪場）決勝で2着。山口支部登録の選手がGIの決勝に進んだのは、高松宮記念杯競輪の関谷敏彦（大津びわこ競輪場・1990年）以来だった。
同年11月、郡司浩平との約100万円差で賞金獲得額9位を守り抜き、S級S班入りとKEIRINグランプリ2017出場が決定（ともに山口県勢として初）。